# Qangwa
Qangwa è un villaggio del Botswana situato nel distretto Nordoccidentale, sottodistretto di Ngamiland West. Il villaggio, secondo il censimento del 2011, conta 683 abitanti.

## Località
Nel territorio del villaggio sono presenti le seguenti 17 località:
- Bate di 52 abitanti,
- Dobe di 45 abitanti,
- Dobe Border gate di 27 abitanti,
- Dobe Vet Camp,
- Fire Fighting Camp,
- Jaganxo di 3 abitanti,
- Kadwi di 46 abitanti,
- Kaepe,
- Karui,
- Magopa di 143 abitanti,
- Mahito di 13 abitanti,
- Malatsong,
- Ngarangobe di 26 abitanti,
- Obare,
- Xabe di 20 abitanti,
- Xhanxago di 34 abitanti,
- Xoshe di 84 abitanti